# Brian Castaño
Brian Carlos Castaño (* 12. September 1989 in Buenos Aires, Argentinien) ist ein argentinischer Profiboxer und ehemaliger Weltmeister der WBA und WBO im Halbmittelgewicht.

## Persönliches
Brian Castaño ist im Stadtteil Isidro Casanova als Sohn des Profiboxers Carlos Alberto Castaño geboren und aufgewachsen. Er hat zwei Brüder und drei Schwestern. Sein Bruder Alan Emmanuel Castaño ist seit 2014 ebenfalls Profiboxer. Mit dem Boxsport begann Brian im Alter von sieben Jahren.

## Amateurkarriere
Als Amateur bestritt er rund 190 Kämpfe, von denen er laut unterschiedlichen Quellen 179, 181 oder 186 gewann.
Im Alter von 19 Jahren nahm er an den Weltmeisterschaften 2009 in Mailand teil, wo er erst im Achtelfinale gegen den späteren Goldmedaillengewinner Jack Culcay-Keth ausschied.
Im Februar 2010 war er in einem Länderkampf gegen Kuba für den einzigen argentinischen Sieg verantwortlich, gewann im März 2010 die Südamerikaspiele in Medellín, wobei er auch den späteren olympischen Silbermedaillengewinner Esquiva Falcão schlagen konnte, und gewann im Juni 2010 eine Bronzemedaille bei den Panamerikameisterschaften in Quito, nachdem er durch einen Sieg gegen den späteren Olympiateilnehmer Junior Castillo ins Halbfinale eingezogen war und dort gegen Carlos Banteur unterlag.
Im März 2011 besiegte er in einem Turnier in Cumaná unter anderem den amtierenden Panamerikameister Myke Carvalho und den späteren Olympiateilnehmer sowie Profiweltmeister Errol Spence. Bei der amerikanischen Olympiaqualifikation 2012 in Rio de Janeiro verlor er jedoch im Viertelfinale gegen den Mexikaner Óscar Molina.
2013 bestritt Castaño für das argentinische Team Argentina Condors drei siegreiche Kämpfe in der World Series of Boxing und besiegte dabei auch Abdelmalek Rahou und Serhij Derewjantschenko, für letzteren blieb es dessen einzige Niederlage in 24 WSB-Kämpfen.

## Profikarriere
Trainiert von seinem Vater und gemanagt von Sebastian Contursi, früher von Osvaldo Rivero, wechselte er noch 2012 in das Profilager und steht bei Al Haymon unter Vertrag. Nach zwölf Siegen in Folge, davon zehn vorzeitig, boxte er am 26. November 2016 um die Interimsweltmeisterschaft der WBA im Halbmittelgewicht und siegte durch K. o. in der sechsten Runde gegen Emmanuel de Jesus (Kampfbilanz: 17-1). Am 1. Juli 2017 verteidigte er den Titel durch einen Punktsieg gegen den Franzosen Michel Soro (30-1).
Im Oktober 2017 wurde Castaño dann zum regulären WBA-Weltmeister seiner Gewichtsklasse ernannt, nachdem Demetrius Andrade den Titel niedergelegt hatte um in das Mittelgewicht aufzusteigen.
Am 10. März 2018 gewann er seine erste Titelverteidigung, als neuer Weltmeister, durch TKO in der zwölften Runde gegen den Franzosen Cédric Vitu (46-2). In seiner zweiten Titelverteidigung am 2. März 2019 erreichte er ein Unentschieden gegen den Kubaner Erislandy Lara (25-3).
Vor einem Rückkampf gegen den zum Pflichtherausforderer aufgestiegenen Michel Soro, legte Castaño den Gürtel im Juni 2019 nieder. Sein Team begründete diese Entscheidung mit der Weigerung von Soros Team, die Kampfbörse von Castaño treuhänderisch zu hinterlegen oder die VADA mit der Verwaltung der Dopingtests zu beauftragen. Soros Promoter, Univent, hatte die Ausschreibung zur Ausrichtung des Kampfes im Mai gewonnen und beabsichtigte, diesen in Soros Heimat Frankreich auszutragen.
Seinen nächsten Kampf gewann Castaño am 2. November 2019 durch TKO in der fünften Runde gegen den Nigerianer Wale Omotoso (28-4) und wurde dadurch WBO-Intercontinental-Champion im Halbmittelgewicht. Schon in seinem darauffolgenden Kampf am 13. Februar 2021 konnte er um den WBO-Weltmeistertitel im Halbmittelgewicht antreten und besiegte dabei den Brasilianer Patrick Teixeira (31-1) einstimmig nach Punkten. Teixeira war er erst im Dezember 2019 vom Interim- zum regulären Weltmeister ernannt worden, nachdem Jaime Munguia den Titel niedergelegt hatte.
Am 17. Juli 2021 boxte er als WBO-Weltmeister gegen den US-Amerikaner Jermell Charlo (34-1), welcher die Titel der WBA, IBF und WBC hielt. Der Kampf um die vier bedeutendsten WM-Titel einer Gewichtsklasse (Undisputed Champion) endete unentschieden, wodurch Castaño und Charlo ihre Gürtel behielten.
Beim Rückkampf zwischen Castaño und Charlo am 14. Mai 2022 verlor Castaño dann durch K. o. in der zehnten Runde.